# Bergüner Stöcke
Bergüner Stöcke ⓘ (rätoromanisch Pizs da Bravuognⓘ) ist eine Gebirgsgruppe westlich der Ortschaft Bergün/Bravuogn und östlich von Savognin. Die drei prägnantesten Gipfel der Gruppe sind der Piz Ela (3339 m ü. M.), der Corn da Tinizong/Tinzenhorn (3173 m ü. M.) und der Piz Mitgel (3159 m ü. M.), drei Gipfel von seltener Formschönheit und imposanter Gestalt. Sie gehören zu den auffallendsten in Graubünden und zu den umfassendsten Aussichtspunkten Mittelbündens. Die Felsenqualität der Bergüner Stöcke ist nur mittelmässig, was mit ein Grund ist, dass alle wesentlichen Gipfel des Gebietes den Alpinisten vorbehalten bleiben.

## Geographische Lage
Die Bergüner Stöcke gehören zu den Albula-Alpen. Der Bergrücken verläuft in Ost-West-Richtung und wird wie folgt begrenzt: Im Osten und Norden vom Albulatal, im Westen vom Oberhalbstein und im Süden vom Val d’Err (einem Seitental des Oberhalbsteins), vom Val Mulix (einem Seitental des Albulatals) und von der Fuorcla da Tschitta (der Pass, der die zwei Täler verbindet).

## Naturpark
Die Bergünerstöcke bilden das Zentrum des Parc Ela. Dieser umfasst 19 Gemeinden und ist der grösste Naturpark der Schweiz. Am Piz Ela, Tinzenhorn und Piz Mitgel wurden versteinerte Fussabdrücke von Dinosauriern gefunden.

## Alpinistisches
Ausgangspunkte für viele Bergrouten sind die Ela-Hütte, Promastgel und Plang la Curvanera. Der Parkplatz knapp unterhalb von Promastgel auf 1625 m ü. M. ist von Cunter aus via La Vischnanchetta, Muntschect Dafora erreichbar. Zum Parkplatz Plang la Curvanera (1893 m ü. M.) führt ein Strässchen von Savognin via Tussagn. Die Alpstrasse von Tinizong in die Val d’Err ist für den allgemeinen Motorfahrzeugverkehr gesperrt. Ein Wanderbus fährt mittwochs von Savognin nach Plang la Curvanera und dienstags sowie freitags nach Pensa.
Alle wesentlichen Gipfel bleiben den Alpinisten vorbehalten. Ausserdem bilden die Gipfel mit ihren scharfen Felsgraten keine Ziele für Skitouristen.
Eine sehr bekannte Wanderung bzw. Skitour für weniger geübte Berggänger ist hingegen die Ela-Rundtour. Die zweitägige Tour beginnt in Bergün/Bravuogn (1367 m) oder Filisur (1032 m) und führt am ersten Tag zur Ela-Hütte (2252 m). Am zweiten Tag führt die Tour über den Pass d’Ela (2724 m), vorbei an den Bergseen Lai Mort und Lai Grond zur Fuorcla da Tschitta (2830 m) und dann nach Preda (1789 m). Die Tour dauert 3½ - 4½ h am ersten und 5 h am zweiten Tag und ist von der Schwierigkeit B.
Die verschiedenen Routen zu den Gipfeln sind jeweils bei den einzelnen Bergen beschrieben.

## Gipfel
Die wichtigsten Gipfel sind:
| Gipfel               | Höhe (Meter)   |
| -------------------- | -------------- |
| Piz Ela              | 3339 m ü. M.   |
| Tinzenhorn           | 3172 m ü. M.   |
| Piz Mitgel           | 3158,8 m ü. M. |
| Piz d'Uglix          | 2967 m ü. M.   |
| Pizza Grossa         | 2938,7 m ü. M. |
| Piz Spadlatscha      | 2871 m ü. M.   |
| Cotschen             | 2829 m ü. M.   |
| Piz Furnatsch        | 2787 m ü. M.   |
| Piz digl Barba Peder | 2746 m ü. M.   |
| Tschimas da Tschitta | 2745 m ü. M.   |
| Piz Rugnux           | 2736,2 m ü. M. |
| Piz Radond           | 2666 m ü. M.   |
| Chavagl Grond        | 2443 m ü. M.   |
| Motta Palousa        | 2143,6 m ü. M. |
| Crap Furo            | 1204 m ü. M.   |

Im Führer sind ausserdem noch folgende Gipfel aufgeführt:

Fil da Stidier (2854 m ü. M.) – Piz Crap (2818 m ü. M.)- Piz Cuolmet (2796 m ü. M.) – Tgant Son Martegn – (2550 m ü. M.) – Chantota (2542 m ü. M.) – Bot Radond (2509 m ü. M.) – Crap la Massa (2436 m ü. M.) – Crap Neir (2432 m ü. M.) – Chavagl Pitschen (2261 m ü. M.) – Bot digl Uors (2230 m ü. M.)

## Pässe
| Gipfel                   | Höhe (Meter) |
| ------------------------ | ------------ |
| Fuorcla da Tschitta      | 2830 m ü. M. |
| Fuorcla da Gravaratschas | 2758 m ü. M. |
| Pass d’Ela               | 2724 m ü. M. |
| Pass digls Orgels        | 2699 m ü. M. |
| Furcletta Davains        | 2453 m ü. M. |
| Furcletta Dafora         | 2350 m ü. M. |

## Galerie

Blick von Südwesten (Fuorcla Cotschna im Oberhalbstein) auf die Bergüner Stöcke (v.l. Piz Mitgel, Tinzenhorn, Pass digls Orgels, Cotschen, Pizza Grossa, Piz Ela).
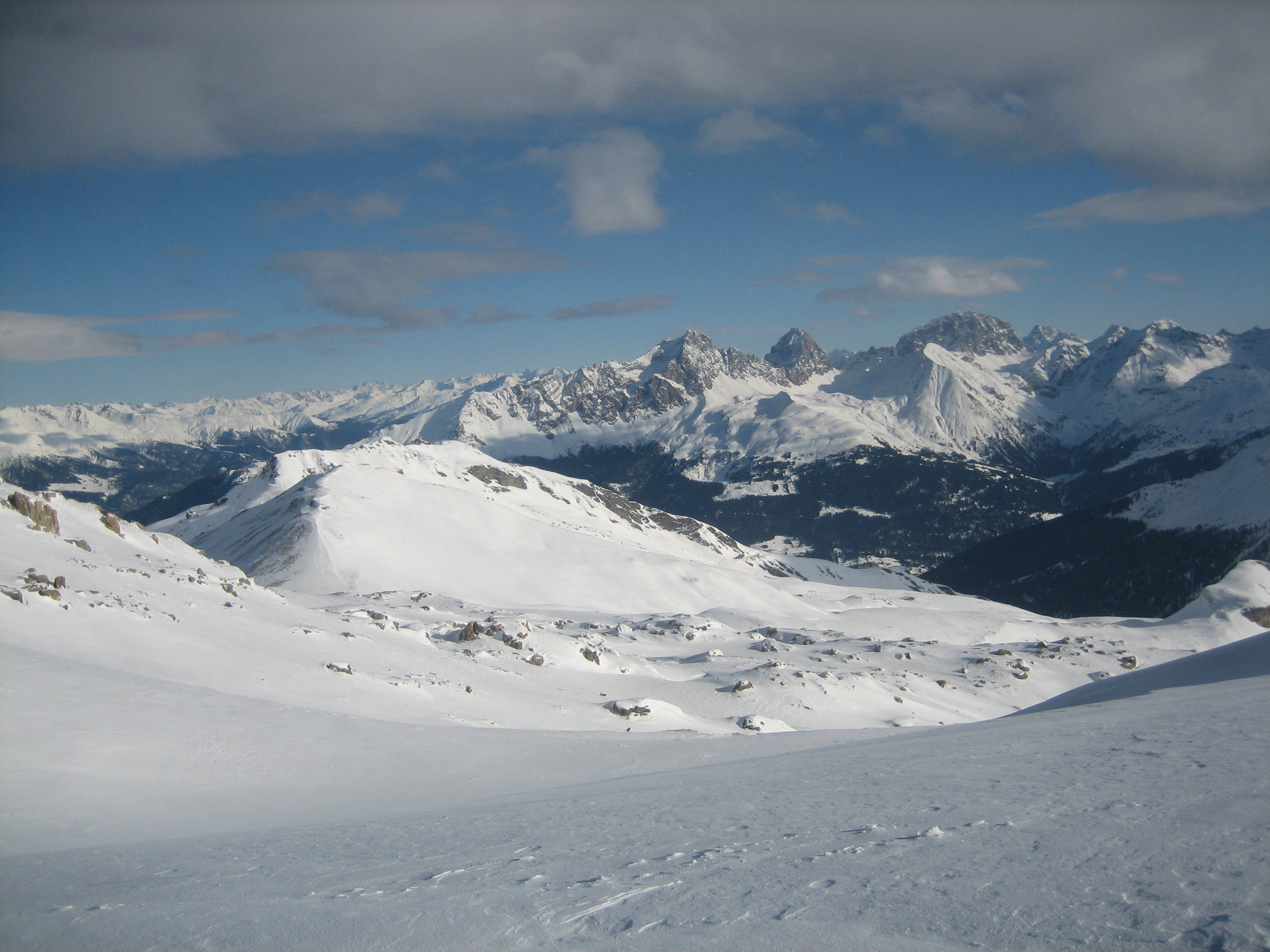
Bergünerstöcke, aufgenommen vom Sur Carungas
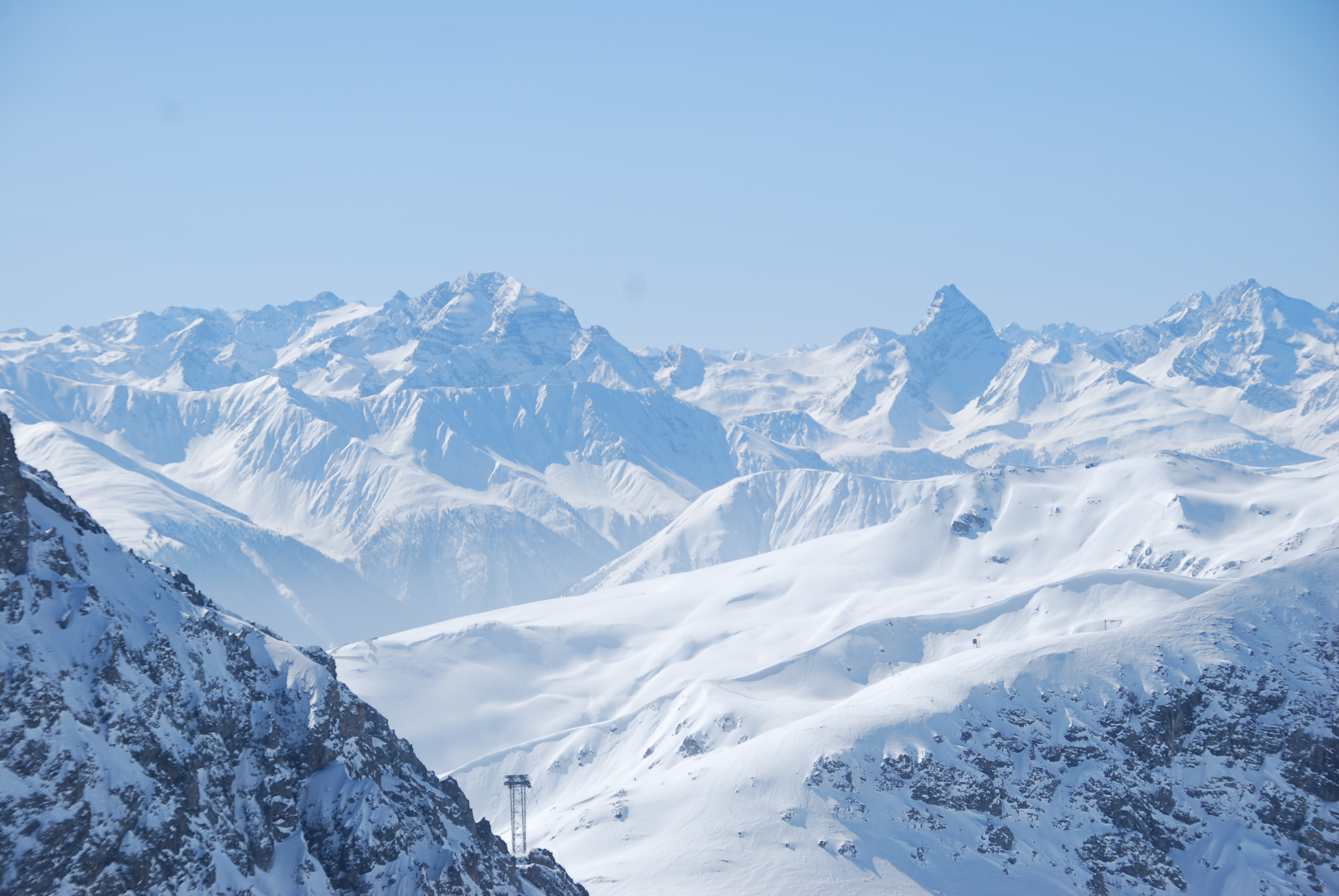
Blick von Norden (Weissfluhjoch) auf v.l. Piz Ela, Tinzenhorn, Piz Mitgel
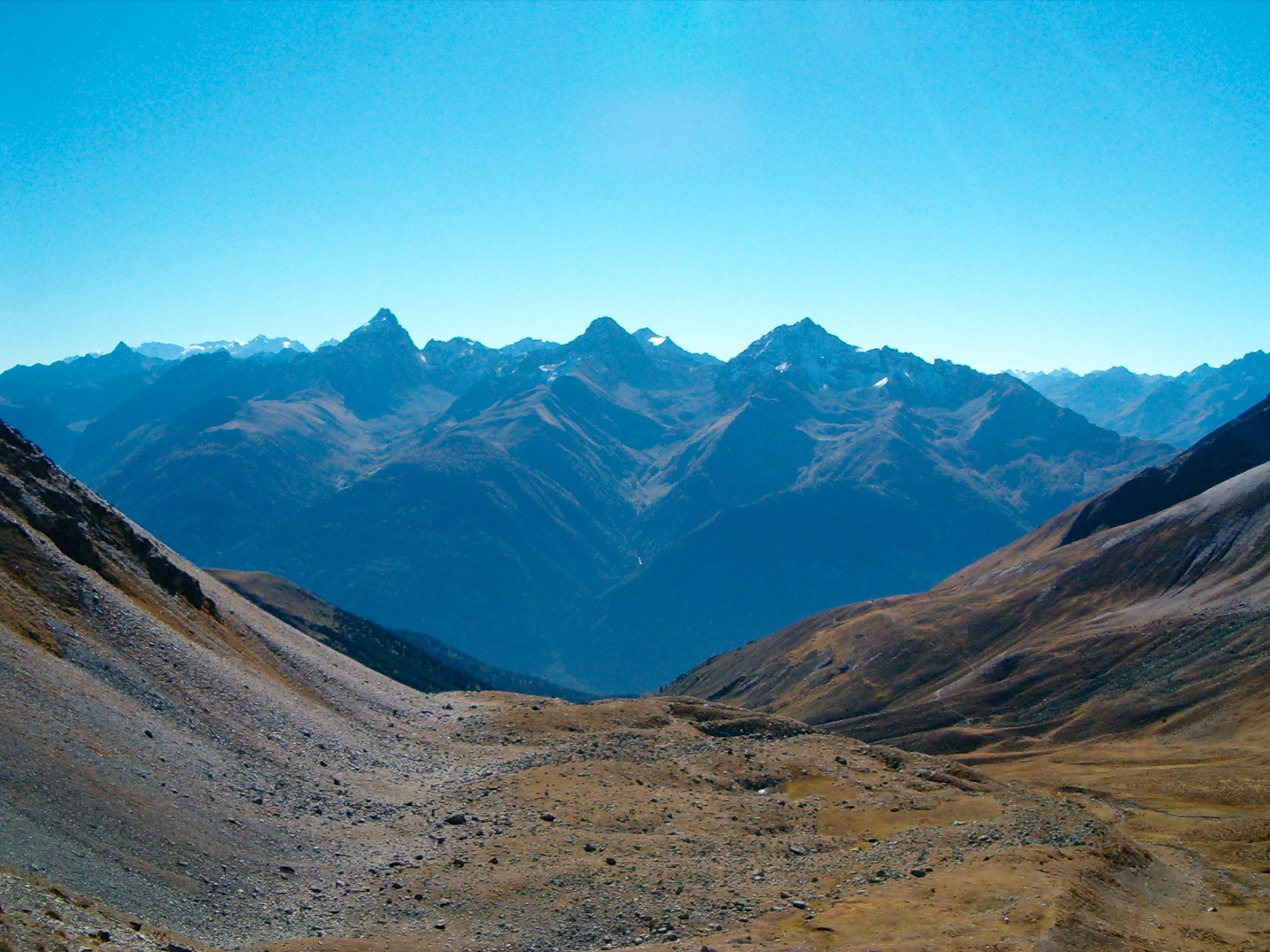
Bergüner Stöcke von Norden mit Piz Ela, Tinzenhorn und Piz Mitgel, aufgenommen von der Furcletta